# Cora Evans
Cora Louise Evans (9 de julho de 1904 – 30 de março de 1957) foi uma esposa e mãe americana nascida em uma família mórmon e que acabou se convertendo ao catolicismo em 1935. Ela é considerada uma mística católica e atualmente sua canonização está sendo avaliada pelo Vaticano. A decisão de canonizar Cora Evans ocorreu em 2022 com o aval dos bispos dos EUA e esta decisão foi submetida à Roma para consideração formal. Todo este processo foi solicitado pela Diocese Católica de Monterey, Califórnia, que abriu o processo de canonização de Cora Evans em 2010.

## Conversão e visões
Cora Evans era membro da Igreja de Jesus Cristo dos Santos dos Últimos Dias, mas ficou desiludida com a igreja em 1924 ao participar da cerimônia do templo mórmon por ocasião de seu casamento. Seu batismo na Igreja Católica ocorreu apenas em 1935 em Utah. Seu marido e as filhas fizeram o mesmo logo depois.
Mais tarde, ela disse que recebeu visões de Jesus e Maria, que ela promoveu como "A Humanidade Mística de Cristo". Sua causa de santidade foi aprovada pela Santa Sé, ganhando o título de Serva de Deus, e seu processo está sendo cuidado pela Diocese de Monterey, na Califórnia .

## Veneração
Em junho de 2010, seu processo de beatificação e canonização foi oficialmente aberto. Doze anos depois, em 2022, a Conferência dos Bispos Católicos dos Estados Unidos votou para levar sua causa ao nível diocesano.